# Tutufa bufo
Tutufa bufo is een tropische zeeslak uit de familie Bursidae. De wetenschappelijke naam van de soort is voor het eerst geldig gepubliceerd in 1798 door Röding.

## Voorkomen
De soort leeft in de Indische Oceaan met name rond Australië op diepten tot 150 m